# بيلي نيل (لاعب كرة قدم مواليد 1950)
بيلي نيل (بالإنجليزية: Billy Neill)‏ هو لاعب كرة قدم بريطاني في مركز نصف الجناح، ولد في 1950 في بلفاست في المملكة المتحدة، وتوفي بنفس المكان في 27 أكتوبر 1997. لعب مع غلينتوران.